# سیلوی سرخس
سیلوی سرخس مربوط به اواخر دوره قاجاریه در شهر سرخس، میدان امام، خیابان پروین اعتصامی واقع شده است. این اثر در تاریخ ۸ اردیبهشت ۱۳۸۸ با شمارهٔ ثبت ۲۶۵۷۷ به‌عنوان یکی از آثار ملی ایران به ثبت رسیده است.